# الجهاز وردي الشكل
للحصول على معلومات حول جهاز التوصيل الكهربي - درجة الحرارة - العمق (جهاز CTD)، انظر: CTD (الجهاز).

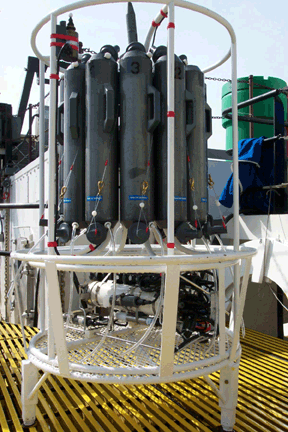
آخذ العينات من جهاز CTD

مناظر جانبية وأعلى لـزجاجات Niskin (اللون الرمادي) و جهاز ادخل البيانات CTD -logger (اللون الأزرق)

جهاز أخذ العينات الـ سي تي دي وردي الشكل أو الدائري (المعروف أيضاً باسم CTD-rosette أو carousel) هو جهاز يستخدم لأخذ عينات المياه في مناطق المياه العميقة. ويُستخدم الجهاز في أخذ العينات المائية من المحيطات والمسطحات المائية الداخلية الكبيرة مثل البحيرات العظمى بأمريكا الشمالية لغرض فحص جودة المياه. تُعتبر أجهزة الـ سي تي دي الدائرية جزءًا أساسيًا من المعدات في علم المحيطات وقد تم استخدامها على مدار سنوات عديدة لغرض جمع المعلومات في مجال المسوحات الهيدروغرافية المتكررة.

## وصف
يتكون جهاز أخذ العينات (الـ سي تي دي الدائري) من مجموعة من زجاجات لجمع العينات مكونة من حوالي 12 إلى 36 زجاجة. وقد تتراوح أحجام هذه الزجاجات بين 1.2 لتر كحد أدنى و 30 لتر كحد أعلى. وتشكل جميعها جهاز الـ سي تي دي الدائري حيث تتركز زجاجات جمع العينات حول مجسّم أو أسطوانة دائرية موضوعة في مركز هذا المجسّم، حيث يوجد نظام استشعار يسمى Sea-Bird أو CTD، والذي يرمز إلى «التوصيلية الكهربية ودرجة الحرارة والعمق»، وذلك على الرغم من أن المتغيرات الأخرى يمكن قياسها بواسطة أجهزة الـ CTDs الحديثة (مثل عكارة الماء وتركيز الأكسجين المذاب وتركيز الكلوروفيل ودرجة الحموضة ).